# Biblioteca Nacional de Corea
La Biblioteca Nacional de Corea és la biblioteca nacional de Corea del Sud. Es caracteritza per contindre uns 10 milions de fons documentals publicats al país i ser la 15a biblioteca més gran d'Àsia.
Fou fundada a Sogong-dong, Seül, en octubre del 1945 després de l'alliberament de Corea del govern colonial japonés. Aleshores el seu fons estava format per 285.000 documents. Més tard canvià de lloc i ara està ocupat pel Departament de Vendes de Lotte. El 2009 s'organitzà un concurs internacional per a elaborar un nou plànol arquitectònic per a una futura biblioteca. El 2014 eixí el guanyador. En desembre de 2013 s'obrí una biblioteca afiliada a Sejong, on contenia inicialment 3,3 milions de llibres.
Conté obres clàssiques i mapes antics. I ha realitzat digitalització d'algunes d'elles.